# Usnisavijaya

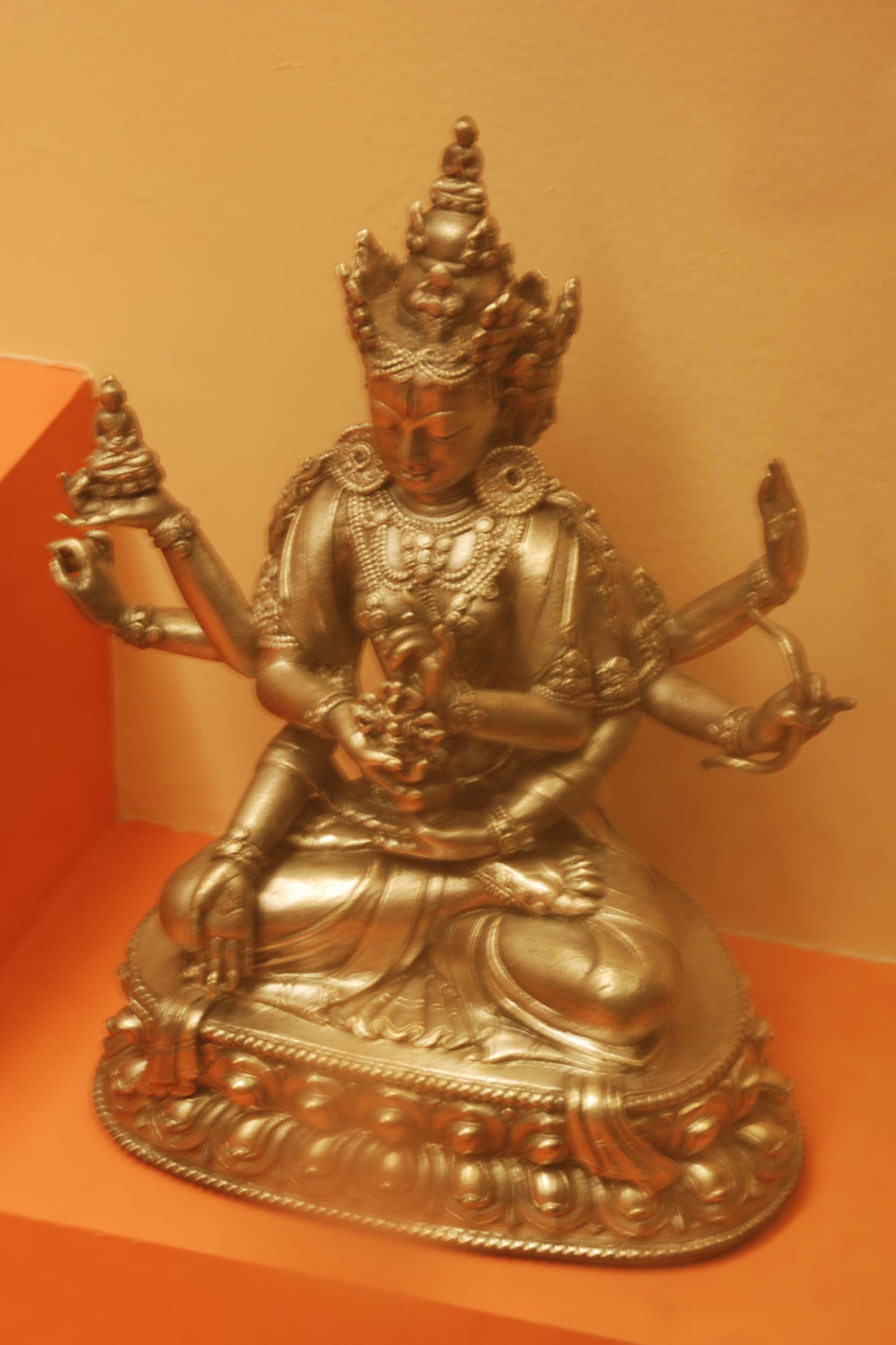
Ushnishavijaya

Usnisavijaya (Uṣṇīṣavijayā) (tibétain : གཙུག་གཏོར་རྣམ་རྒྱལ་མ། ; gTsug-tor rNam-par rGyal-ma); , Victorieuse Oushnisha, est une déesse de la longévité dans le bouddhisme. Elle porte une image du Bouddha Vairocana dans sa coiffure. Elle est l'une des déesses les plus connues du bouddhisme au Népal, au Tibet et en Mongolie.

## Représentation sculpturale
Uṣṇīṣavijayā se tient au creux d'un édifice sacré; elle est blanche, à trois faces, à trois yeux, à huit bras, parée de toutes les parures; sur la lune d'un lotus épanoui elle se tient assise, les jambes étroitement croisées, à la façon des Bouddhas; son premier visage est blanc; celui de droite est jaune, celui de gauche est bleu et se presse la lèvre avec le creux des dents; de ses quatre mains droites, elle tient le foudre universel, le Bouddha Amitâbha posé sur un lotus rouge, la flèche, et fait le geste de la charité; de ses quatre mains gauches, elle tient l'arc, le lacet avec l'index levé, fait le geste de l'absence de crainte et tient le vase de fortune Vairocana siège dans sa tiare; d'étoffe divine sont faits sa jupe et son châle; qu'on la contemple, ainsi parée, au sein d'une gloire de blancheur...